# Lavandulol
Lavandulol ist der Trivialname der acyclischen Verbindung (±)-2-Isopropenyl-5-methyl-4-hexen-1-ol.

## Vorkommen

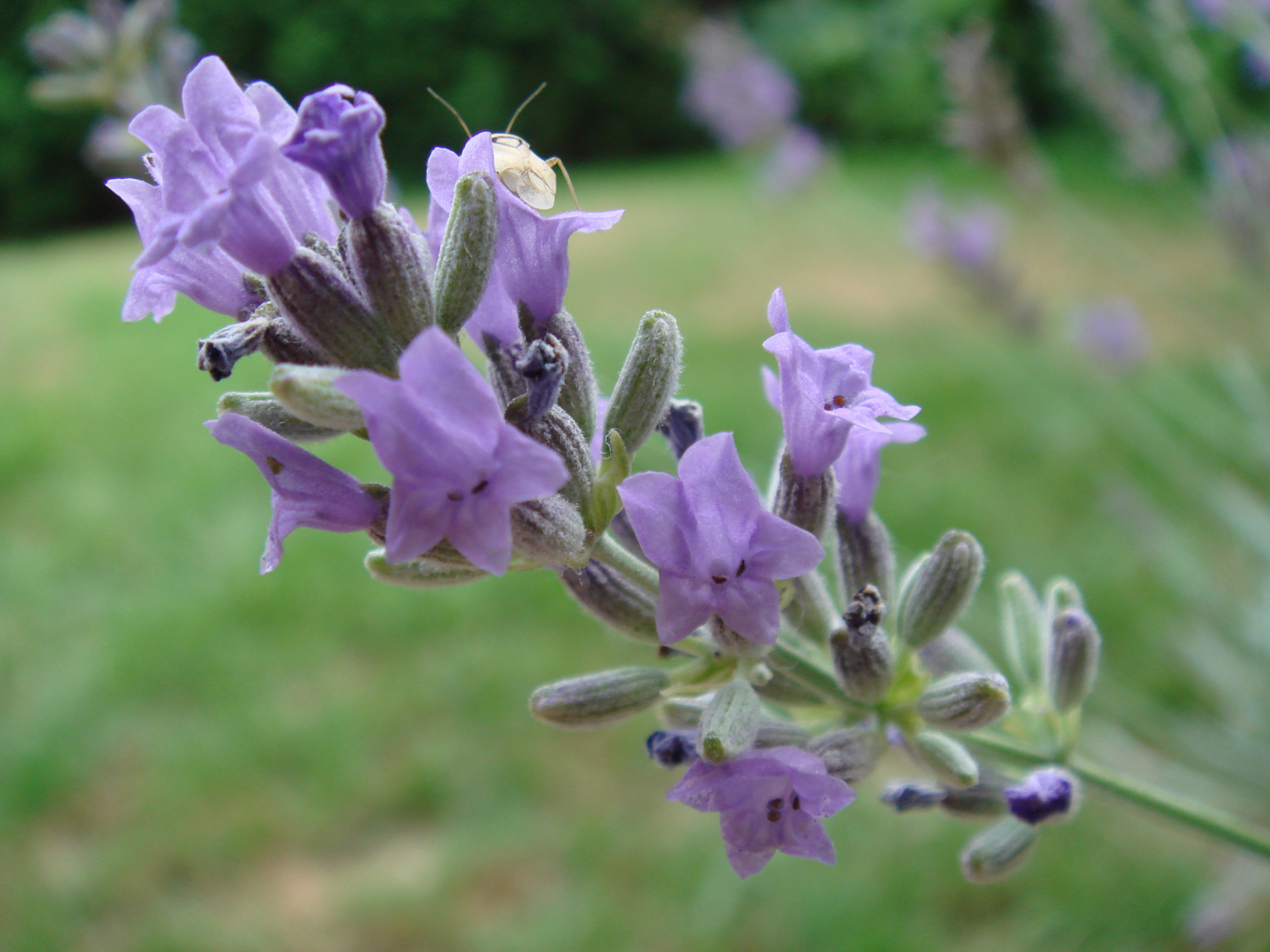
Echter Lavendel

Lavandulol ist ein Terpen, das in Lavendelöl und in Wermutkraut vorkommt. 

## Eigenschaften
Lavandulol ist chiral. Somit gibt es die Stereoisomere (R)-Lavandulol und (S)-Lavandulol.
(R)-Lavandulol hat einen schwachen blumigen Kräutergeruch mit einer limonenähnlichen, frischen Zitronen-Frucht-Nuance. (S)-Lavandulol hat hingegen einen sehr schwachen Geschmack.
Beide sind klare Flüssigkeiten.

## Verwendung
(R)- und (S)-Lavandulol und ihre Ester sind wichtige Komponenten in der Parfümindustrie und haben seit kurzer Zeit an Signifikanz in der Pheromonforschung gewonnen. Ebenfalls ist Lavandulol als Fortpflanzungspheromon bei Schmierläusen identifiziert worden.